# 사패산 3보루
사패산 3보루는 대한민국 경기도 의정부시 호원동에 있는 삼국시대(고구려)의 석축 보루성이다.

## 개요
사패산 3보루는 의정부시 호원동 산35-2, 산36-2, 산82-3에 위치하고 있다. 규모는 해발 234m, 둘레 250m, 면적은 2,901m²이다.
북서쪽의 사패산 1보루에서는 800m, 2보루에서는 940m가량 떨어진 곳으로, 동쪽의 수락산 보루와 대응하며 중랑천을 따라 남북으로 연결되는 고대 교통로를 통제하는 역할을 했던 보루로 추정된다.
유적의 평면 형태는 북동-남서방향에 장축을 둔 장타원형에 장축 길이는 약 100m에 달하여 사패산 보루군 중 규모가 가장 크다.
성벽은 주변에서 쉽게 구할 수 있는 화강암 할석을 주로 사용하였으며, 면석의 경우 30~50cm 크기의 장방형 석재를 사용하여 옆줄을 맞추어 가며 쌓아 올렸던 것으로 보인다. 서쪽 성벽은 비교적 잔존상태가 양호하며, 성내부에서는 원형에 가까운 석축시설이 일부 남아있다. 지표조사시 주로 동북쪽의 진입로 주변에서 삼국~통일신라시대 토기편이 주로 수습되었다. 보루 내부는 유적의 훼손이 심하며, 정상부 외곽을 돌아가며 쌓았던 것으로 보이는 성벽은 대부분 붕괴된 상태이나 건물지를 비롯한 내부 시설이 확인될 가능성이 있다.